# Road to Zanzibar
Road to Zanzibar is een Amerikaanse filmkomedie uit 1941 onder regie van Victor Schertzinger. Destijds werd de film in Nederland uitgebracht onder de titel Zanzibar… al te bar.

## Verhaal
Churck Reardon en Hubert Frazier zijn circusartiesten op tournee. Na enkele mislukte optredens willen ze terugkeren naar huis, maar Chuck spendeert al hun geld aan een waardeloze diamantmijn. Ze komen terecht in Afrika, waar ze kennismaken met de oplichters Julia Quimby en Donna Latour.

## Rolverdeling
| Acteur            | Personage        |
| ----------------- | ---------------- |
| Bing Crosby       | Chuck Reardon    |
| Bob Hope          | Hubert Frazier   |
| Dorothy Lamour    | Donna Latour     |
| Una Merkel        | Julia Quimby     |
| Eric Blore        | Charles Kimble   |
| Douglas Dumbrille | Slavenhandelaar  |
| Iris Adrian       | Franse soubrette |
| Lionel Royce      | Mijnheer Lebec   |
| Buck Woods        | Thonga           |
| Leigh Whipper     | Scarface         |
| Ernest Whitman    | Whiteface        |
| Noble Johnson     | Opperhoofd       |
| Joan Marsh        | Dimples          |
| Luis Alberni      | Eigenaar         |
| Robert Middlemass | Inspecteur       |

## Filmmuziek
- You Lucky People, You
- African Etude / Road To Zanzibar
- You're Dangerous
- It's Always You